# Olejníkov
Olejníkov (Hongaars: Olajpatak) is een Slowaakse gemeente in de regio Prešov, en maakt deel uit van het district Sabinov.
Olejníkov telt 435 inwoners.